# المجلس الوطني للسلام والحفاظ على النظام
المجلس الوطني للسلام والحفاظ على النظام (بالإنجليزية: National Council for Peace and Order)‏ المعروف أختصاراً بـ (NCPO) هو المجلس العسكري الحاكم حاليا في تايلاند عقب انقلاب 2014 والذي سيطر فيه الجيش على السلطة في تايلاند، بقيادة الجنرال برايوت تشان أوتشا وقد أعلن المجلس العسكري الأحكام العرفية في تايلاند في محاولة لوقف الأزمة السياسية الناتجة عن احتجاجات تايلاند 2013-2014 والتي عصفت بتايلاند خلال الأشهر الستة الماضية. وفرض المجلس العسكري الرقابة على أنظمة البث في تايلاند، وإلغى الدستور، واعتقل أعضاء الحكومة التايلاندية.